# Magyar Mozgókép Díj a legjobb forgatókönyvírónak
A Magyar Mozgókép Díj a legjobb forgatókönyvírónak (korábban Magyar Filmdíj) elismerés a 2014-ben alapított Magyar Filmdíjak egyike, amelyet a Magyar Filmakadémia (MFA) tagjainak szavazata alapján ítélnek oda egy-egy év magyar filmtermése legjobbnak ítélt forgatókönyvírói munkájáért.
A díjra történő jelölés nem automatikus; arra azon művek alkotói jöhetnek számításba, amelyeket beneveztek a Magyar Mozgókép Fesztiválra. Nevezni az előző év január 1. és december 31. között moziforgalmazásba került vagy kerülő (forgalmazói szándéknyilatkozattal rendelkező), illetve televíziós csatorna műsorára tűzött, vagy nemzetközi filmfesztiválon versenyben vagy versenyen kívül szerepelt művet lehet.
Miután a Filmakadémia forgatókönyvírói szekciójának tagjai január 1-je és 31-e között megnézték a benevezett műveket, titkos szavazással választják ki saját szakmájuk öt jelöltjét, akik felkerülnek a jelöltek listájára.
A listát február 1-jén hozzák nyilvánosságra. A jelölt alkotásokat a Magyar Filmhét műsorára tűzik.
A második körben az Akadémia tagjai e szűkített listáról választják ki egy újabb titkos szavazás során a díjra érdemesnek tartott személy(eke)t.
Az ünnepélyes díjátadóra Budapesten, a Magyar Filmhetet lezáró gálán kerül sor minden év március elején.

## Díjak és jelölések
A nyertesek a táblázat első sorában, félkövérrel vannak jelölve. 2021 óta az alkotói teljesítményeket a műfajokat összevonva értékelik.
| Év (Gála)                | Díjazottak és jelöltek | Megjegyzés               |
| Csak játékfilm kategória | Csak játékfilm kategória | Csak játékfilm kategória |
| ------------------------ | --- | ------------------------ |
| 2016 (1.)                | - Köbli Norbert – Félvilág - Bodzsár Márk – Isteni műszak - Fekete Ibolya – Anyám és más futóbolondok a családból - Gárdos Péter – Hajnali láz - Hegedűs Bálint és Ujj Mészáros Károly – Liza, a rókatündér                                                                                | [ * 1 ]                  |
| 2017 (2.)                | - Till Attila – Tiszta szívvel - Gilbert Adair, Edelényi János és Tom Kinninmont – Jutalomjáték - Kamondi Zoltán, Márton László és Veres Attila – Halj már meg! - Madarász Isti – Hurok - Sopsits Árpád – A martfűi rém                                                                    | [ * 2 ]                  |
| 2018 (3.)                | - Enyedi Ildikó – Testről és lélekről - Antal Nimród – A Viszkis - Szabó Iván és Vranik Roland – Az állampolgár - Szántó T. Gábor és Török Ferenc – 1945 - Szekér András – Budapest Noir                                                                                                   | [ * 3 ]                  |
| 2019 (4.)                | - Szilágyi Zsófia és Mán-Várhegyi Réka – Egy nap - Divinyi Réka és Goda Krisztina – BÚÉK - Köbli Norbert és Szász Attila – Örök tél - Reisz Gábor – Rossz versek - Schwechtje Mihály – Remélem legközelebb sikerül meghalnod :-)                                                           | [ * 4 ]                  |
| 2020 (5.)                | - Tóth Barnabás és Muhi Klára – Akik maradtak - Bagota Béla – Valan – Az angyalok völgye - Bodzsár Márk – Drakulics elvtárs - Kerékgyártó Yvonne és Hartung Attila – FOMO – Megosztod, és uralkodsz - Köbli Norbert – Apró mesék                                                           | [ * 5 ]                  |
| Összevont kategória      | |                          |
| 2021                     | - Nagy Dénes – Természetes fény - Bárány Márton és Gergely Dorka – Toxikoma - Csurgó Csaba – Így vagy tökéletes - Horvát Lili – Felkészülés meghatározatlan ideig tartó együttlétre - Kocsis Ágnes – Éden                                                                                  | [ 5 ] [ * 6 ]            |
| 2022                     | - Szántó Fanni és Kis Hajni – Külön falka - Enyedi Ildikó – A feleségem története - F. Várnai Péter, Horváth Áron és Petrik András – Magyar Passió - Grosan Cristina és Rainer-Micsinyei Nóra – A legjobb dolgokon bőgni kell - Köbli Norbert – A játszma                                  | [ 6 ] [ * 7 ]            |
| 2023                     | - Köbli Norbert – Blokád - Szentgyörgyi Bálint, Boros O. István és Maruszki Balázs – Együtt kezdtük - Ljasuk Dimitry – Jóreménység sziget - Szakonyi Noémi Veronika, Vincze Máté Artúr és Daoud Dániel – Hat hét - Csoma Sándor – Magasságok és mélységek                                  | [ 7 ] [ 8 ]              |
| 2024                     | - Fonyódi Tibor és Tóth Barnabás – Mesterjátszma - Szántó Fanni és Boross Martin – Nyersanyag - Horváth András Dezső, Tasnádi István, Bereményi Géza és Jeli Viktória – Tündérkert – Kísértések kora - Maruszki Balázs – Semmelweis - Breier Ádám és Csaba Bálint – Lefkovicsék gyászolnak | [ 9 ] [ 10 ] [ 11 ]      |
| 2025                     | - Nagy Anikó Mária és Lukácsy György – 1968 - Egy szerelem rekonstrukciója - Lakos Nóra – Véletlenül írtam egy könyvet - Cibulya Nikol – Holnap meghalok - Kormos Anett és Goda Krisztina – Hogyan tudnék élni nélküled? - Takács Adél – Kis szépség                                       | [ 12 ] [ 13 ]            |